# 25 avril 1976
Le dimanche 25 avril 1976 est le 116e jour de l'année 1976.

## Naissances
- Breyton Paulse, joueur de rugby sud-africain
- Gilberto, joueur de football brésilien
- Guan Yingnan, athlète chinoise
- Ievgueni Sergueïevitch Popov, bobeur russe
- Johnathan Thurston, joueur de rugby
- Karina Hollekim, BASE jumper et skieuse de freeride norvégienne
- Kim Jong-kook, chanteur sud-coréen et personnalité de la télévision
- Martin Möller, mathématicien allemand
- Melvin Levett, joueur de basket-ball américain
- Paulo Simão, joueur de basket-ball portugais
- Rainer Schüttler, joueur et  entraîneur de tennis allemand
- Túlio Lustosa Seixas Pinheiro, joueur de football brésilien
- Tim Duncan, joueur de basket-ball américain
- Vincent Lecuyer, acteur français
- Walid Azaiez, joueur tunisien de football

## Décès
- Alexander Brailowsky (né le 16 février 1896), pianiste ukraino-français
- Carol Reed (né le 30 décembre 1906), réalisateur britannique
- Charles Bourgeois (né le 27 septembre 1917), poète français
- Eugène Daniel von Rothschild (né le 6 mars 1884), membre de la famille Rotschild
- Margaret Bannerman (née le 15 décembre 1896), actrice canadienne
- Markus Reiner (né le 5 janvier 1886), ingénieur israélien
- Per Victor Widengren (né le 14 janvier 1909), pilote automobile suédois

## Événements
- Élections législatives portugaises de 1976
- Début du championnat des îles Féroé de football 1976
- Fin du championnat du monde de hockey sur glace 1976